# Zakrzew-Las
Zakrzew-Las – kolonia w Polsce położona w województwie mazowieckim, w powiecie radomskim, w gminie Zakrzew.
| SIMC    | Nazwa   | Rodzaj                          |
| ------- | ------- | ------------------------------- |
| 0642709 | Folwark | część wsi (zniesiona w 2023 r.) |

W latach 1975–1998 miejscowość administracyjnie należała do województwa radomskiego.
Wierni Kościoła rzymskokatolickiego należą do parafii św. Jana Chrzciciela w Zakrzewie.